# Göran Nilsson (fotograf)
Göran Nilsson, född 16 juli 1946 i Stockholm, död 30 december 2012, var en svensk filmfotograf.
Göran Nilsson arbetade som stillbildsfotograf innan han mot slutet av 1970-talet sökte sig till rörlig bild. Åren runt 1970 gick han i Christer Strömholms Fotoskola  och började därefter arbeta som modefotograf. Efter några år med egen fotostudio utbildade han sig till filmfotograf vid Dramatiska Institutet. År 1981 fotograferade han sin första långfilm, Christer Dahls Sista budet, och blev efter hand en av Sveriges främsta filmfotografer. Han vann en Guldbagge för fotot i filmen Täcknamn Coq Rouge 1990 och blev nominerad två gånger, 1994 och 1996. Han tilldelades Föreningen Sveriges Filmfotografers pris Årets Filmbana 1995.

## Filmfoto i urval
- 1997 – Emma åklagare (TV-serie), regi Jon Lindström
- 1995 – Stora och små män, regi Åke Sandgren
- 1994 – Bara du & jag, regi Suzanne Osten
- 1993 – Kådisbellan, regi Åke Sandgren
- 1993 – Konsulten, regi Thomas Ryberger
- 1992 – Sprickan, regi Kristian Petri
- 1991 – Under isen, regi Stig Larsson
- 1990 – Skyddsängeln, regi Suzanne Osten
- 1989 – Täcknamn Coq Rouge, regi Pelle Berglund
- 1988 – Livsfarlig film, regi Suzanne Osten
- 1987 – Hästens öga (TV-serie), regi Lárus Óskarsson
- 1986 – Demoner, regi Carsten Brandt
- 1986 – Den frusna leoparden, regi Lárus Óskarsson
- 1984 – Medan vi ännu lever, regi Anders Lönnbro
- 1984 – Jokerfejs, regi Peter Wester
- 1983 – Andra dansen, regi Lárus Óskarsson
- 1981 – Sista budet, regi Christer Dahl

## Regi
- 1999 – Rackelhane, kortfilm
- 1999 – Sällskap, kortfilm